# Степківка (Уманський район)
Сте́пківка — село в Україні, в Уманському районі Черкаської області. У селі мешкає 435 людей.

## Згадки
Боевой приказ командующего войсками 6-й армии № 0074[недоступне посилання з липня 2019]

## Відомі люди
В селі народився Перевертнюк Охрім Климович (* 15 травня 1915 — † 17 грудня 1980) — Герой Радянського Союзу.